# Паметник на Съветската армия в София
Паметникът на Съветската армия, наричан още монумент на окупационната Червена армия (МОЧА) е монументална композиция, разположена в Княжеската градина, в центъра на българската столица София, посветена на Съветската армия и издържана в стил социалистически реализъм. Построен е с пропагандни цели от комунистическия режим между 1952 и 1954 година. През декември 2023 година започва демонтаж и преместване на паметника по решение на Столичния общински съвет.

## История
Обсъжданията за подобен паметник започват след като през октомври 1946 г. БКП печели мнозинство на изборите за VI Велико народно събрание и през ноември Георги Димитров е избран за министър-председател. Така на 17 януари 1947 г. той внася доклад до Министерски съвет, в който предлага: „Да се построи на подходящо място в Столицата на народната република величествен паметник на Червената армия - Освободителка на народите в знак на всенародна почит и признателност към нашата освободителка - героичната и непобедима Червена армия“. На 4 октомври 1949 г. доминираният от БКП Министерски съвет с председател Васил Коларов приема решение за изработване на паметник на Съветската армия. Първата копка на бъдещия монумент е направена на 5 юли 1952 г. Завършен е при управлението на сталиниста Вълко Червенков през 1954 година.
При откриването на 7 септември 1954 г. присъства съветският маршал Сергей Бирюзов. Това става десет години след навлизането на Съветската армия в България през септември 1944 г. в хода на настъплението срещу отстъпващата германска армия. България е съюзник на Третия райх във войната, но с приближаване на съветските войски до българските граници прогласява неутралитет на 26 август 1944 г. и разпорежда германските войски да напуснат страната. На 5 септември 1944 г. СССР обявява едностранно война на Царство България. Германските войски напускат страната и на 8 септември 1944 г. България обявява война на Германия. Въпреки това на 9 септември съветските войски навлизат в българска територия. Независимо от обстоятелството, че СССР обявява едностранно война на Царство България, а при нахлуването няма реални бойни действия и жертви от двете страни, на предната страна на паметника стои пано с надпис: „На Съветската армия освободителка - от признателния български народ“. Той, както и източният му барелеф, посветен на Октомврийската революция, произвела първия в света комунистически режим, са обект на противоречиви оценки и спорове. Още повече, след подписването на Парижкия мирен договор през 1947 г., когато България е все още под съветска окупация, легалната опозиция в страната е напълно ликвидирана. Паметникът символизира освобождението на България от монархофашисткия режим, управлявал по това време страната – спорна теза на марксистката историография от периода на Студената война, отречена днес от повечето историци в страната и чужбина. Според тях управлението на страната от 1934 г. до 1944 г. е авторитарно, но не и фашистко.
След 1989 година паметникът е предмет на разгорещени спорове относно неговото значение, предназначение и бъдеще. Два пъти са вземани решения на Столичния общински съвет за преместването му, които до 2023 г. не са реализирани. След 2010 г. паметникът става чест обект на протестни акции, най-често израз на несъгласие спрямо империалистическата политика на бившия Съветски съюз и агресивната политика на путинска Русия.
Паметникът е едно от местата, където привърженици на левите политически партии и движения и русофилските организации в България всяка година отбелязват исторически дати, свързани с празничната обредност на НР България и СССР. Там те поднасят венци и цветя и организират тържествени концерти и други събития.

## Разположение и композиция
Паметникът е създаден от колектив с ръководител скулптора Иван Фунев. Автори-архитекти са арх. Данко Митов, арх. Иван Васильов, арх. Любен Нейков и арх. Борис Капитанов. Автори-скулптори са Иван Фунев, проф. Любомир Далчев, Мара Георгиева, Иван Лазаров, Васка Емануилова, Васил Зидаров и Петър Дойчинов. Художник график е Борис Ангелушев.
Самият паметник представлява висока 37 метра пресечена пирамида, над която се извисява 8-метрова фигурна скулптурна композиция – съветски воин, български работник и майка с дете, изработена от Васка Емануилова и Мара Георгиева. Целият комплекс включва и други скулптурни композиции. Източният орелеф представлява композицията „Октомври 1917“, изработена от проф. Любомир Далчев по рисунка на Борис Ангелушев. Изобразени са матроси, войници, работници, девойки от Съветската армия. Релефът на южната страна представлява композицията „Тилът“ („Всичко за фронта, всичко за победата“) и показва целия съветски народ в тила, вложил всичките си усилия в помощ на своята армия. Работа е на скулптора Петър Дойчинов и колектив. На западния релеф „Великата отечествена война на Съветския съюз“ е показан бойният устрем на Съветската армия във войната. Скулптор – Васил Зидаров и колектив.
Паметникът е издигнат в централната част на София, край бул. „Цар Освободител“, непосредствено до Орлов мост и Софийския университет.

## Критики и противоречия
От началото на прехода на България към демокрация паметникът е обект на разгорещени спорове относно неговото значение и бъдеще.
В негова защита се отбелязва, че той изразява уважението към приноса на Червената армия в победата на Съюзниците над Нацистка Германия през Втората световна война, както и това, че подобни паметници има и в други страни в Европа.
Противниците му подчертават, че въпреки оказвания от Германия натиск, България, която е страна от Оста, не обявява война на СССР, а в началото на септември 1944 г. обявява неутралитет, като дава ултиматум на германските части да напуснат страната и започва да ги разоръжава. Независимо от това, на 5 септември Съветският съюз обявява война на Царство България. Изтъква се и ролята на съветските войски в насилственото налагане в страната на комунистическо тоталитарно управление в съветски стил. Наричат паметника „МОЧА“ (монумент на окупационната Червена армия) Допълва се, че не е приемливо в суверенна държава паметник на чужда армия да бъде разположен по-високо и на по-централно място от националните символи. Това прави София единствената такава столица в Европа.
През 1993 г. скулпторът Любомир Далчев, участвал в създаването на паметника, пише писмо, в което отбелязва, че Паметникът на Съветската армия не трябва да се извисява в центъра на столицата, а да бъде премахнат. Според него паметникът е жалон на робството и жестокостта и никой народ няма право да търпи паметници за възхвала на своите поробители комунистите.
През септември 2010 г. се създава инициативен комитет за премахването на Паметника на Съветската армия. Инициативният комитет е на мнение, че паметникът е построен в чест на войска, която без основателен повод навлиза в България заради обявена едностранно война срещу българската държава. Така от международноправна гледна точка съветската армия е нападател, а не освободител. Според този комитет паметникът изразява окончателната победа на комунистическа партия над Горянското движение.
Инициативният комитет организира няколко събития пред паметника с искане за неговото премахване: 9 ноември 2010 – събитие под наслов „Берлинската стена падна, окупаторският паметник стои!“; 9 януари 2011 – шествие с плакати около паметника; 2 април 2011 – събитие под наслов „Да празнуваме градско пространство, свободно от лъжи!“; 9 ноември 2012 „Стената падна, паметникът си стои“.

## Интервенции върху паметника
Части от паметника биват често жертва на хулигански прояви като рисуване на графити с най-различна политическа тематика (най-често антикомунистически, антисъветски или насочени срещу рашизма в Русия). Повечето такива графити са без особена сложност или опит за задълбочено послание. Особена популярност придобиват няколко арт интервенции с обществени и политически послания, направени след 2011 година.

### 2011: Американски комикс герои
На 17 юни 2011 г. статуите на скулптурната композиция от западната страна на паметника са оцветени като американски комиксови и попкултурни герои (от ляво надясно): Маската, Жокерът, Върколакът, Дядо Коледа, Супермен, клоунът Роналд – символът на „Макдоналдс“, Капитан Америка, Робин – помощникът на Батман, Жената-чудо. Знамето е изрисувано в цветовете на американското, а под графитно-скулптурната композиционна група е поставен надписът „В крак с времето“.
Интервенциите са отразени в световните медии, като анонимният художник е сравнен с Банкси.
В същото време министърът на културата по това време Вежди Рашидов нарича проявата „вандализъм“, някои интелектуалци защитават композицията, а други правят подписки срещу нея.
В първия работен ден на седмицата след събитията прокуратурата образува разследване за хулиганство срещу неизвестен извършител.
Графитите са премахнати в понеделник през нощта в присъствието на полиция, въпреки че това е обявено да стане сутринта на следващия ден.
Историята е представена в късометражния документален филм „В крак с времето“ на младия режисьор Антон Парталев. Във филма са представени гледните точки на авторите на графитите и на представители на русофилски организации в България. През лятото на 2013 г. филмът печели втора награда на международния кино конкурс In Out Festival в Полша.

### 2012: Анти-ACTA
През нощта на 10 февруари 2012 г. върху лицата на съветските войници Архив на оригинала от 2013-11-11 в Wayback Machine. от паметника са сложени маски на британския революционер Гай Фокс, които се ползват като символ на хакерската група „Anonymous“. Постер с изображението е разпространен в мрежата като покана за демонстрацията на 11 февруари 2012 г. против споразумението ACTA. Според сайта „Bnews“ паметникът на Съветската армия този път е приел вида и значението на „Паметник на анонимната армия“.

### 2012: Пуси Райът
На 17 август 2012 г. на главите на няколко от скулптурните фигури са поставени цветни качулки. Акцията е в подкрепа на групата Пуси Райът, членовете на която носят подобни качулки при своите изпълнения.

### 2013: Ден за почит на жертвите на комунизма в България
На 1 февруари 2013 г., в деня за почит към жертвите на комунизма в България, три от лицата на фигурите на паметника са оцветени в цветовете на националното знаме – бяло, зелено и червено.

### 2013: Извинение за Прага '68
На 21 август 2013 г. паметникът на Съветската армия в София отново осъмва боядисан, като този път монументът е покрит изцяло в розова боя и е с надписи на чешки и български, съответно „Bulharsko se omlouva!!!“ и „България се извинява!!!“. По другите страни на паметника има надписи „Извинете се, бе“ и „Прага '68“. Това е призив за извинение към Чехия, по случай годишнината от потушаването на Пражката пролет в тогавашната Чехословакия.
Към 09:30 ч. при паметника пристига патрулен полицейски автомобил, като любопитните присъстващи са помолени от полицаите да слязат, тъй като по думите им „става въпрос за местопроизшествие“, по-късно на мястото пристига още една полицейска кола и полицейски микробус, а монументът е обграден с полицейска лента.
Късно вечерта, след полунощ, отново, както и друг път, доброволци от форум Русия-България на Светлана Шаренкова се заемат с почистването, като този път коментарите към тяхната експедитивна дейност по почистване е, че ще освободят арт пространството за нови изяви.
На 22 август 2013 г. Русия официално призовава да има наказания за виновните за оскверняването на паметника и да се предприемат незабавни мерки това да не се случва в бъдеще. Министърът на външните работи Кристиан Вигенин призовава да не се драматизира боядисването и заявява, че „България има международни ангажименти да поддържа тези паметници. Оскверняването на паметник е нещо, което не трябва да се случва. Смятам, че не бива да се предизвиква кой знае колко крайна реакция по този въпрос, защото институциите в България взеха незабавно мерки“.

### 2014: „Слава на Украйна“ и „Долу ръцете от Украйна“
На 23 февруари 2014 г. паметникът осъмва с надписи „Слава Українi“ („Слава на Украйна“) и „Капутїн“ и изрисувано над тях знамето на Украйна. Скулптурните фигури на войник и знамето над него също са боядисани в цветовете на Украйна – синьо и жълто. Солидарността с Украйна е изразена след антиправителствените протести в Украйна.
На 23 февруари снимка на боядисания паметник става „Снимка на деня“ в Евронюз със заглавието: „България: „Слава на Украйна““.
На 24 февруари Министерството на външните работи на Русия изразява възмущение и заявява „С чувство на дълбоко възмущение беше посрещната в Русия новината за поредния случай на вандализъм по отношение на паметника на Съветската армия в центъра на столицата на България, София, през нощта срещу 23 февруари“. Министерството изпраща протестна нота до министерството на външните работи на България с искане за „провеждане на щателно разследване на този хулигански инцидент, привличане под отговорност на виновните в противоправните действия и предприемане на съответните мерки за привеждане на мемориала в ред“.
На 2 март паметникът отново осъмва изрисуван с надпис в защита на Украйна, този път като реакция на инвазията на руски войски на полуостров Крим. Надписът гласи „Долу ръцете от Украйна“, като освен това е задраскано посвещението „На съветската армия освободителка от признателния български народ“.
На 12 април войник от скулптурата е боядисан в цветовете на полския флаг бял и червен, а знамето, което развява е оцветено като българско – бяло, зелено и червено. Войникът до него е боядисан в цветовете на украинския флаг небесносин и жълт.

### 2014: Надпис „Окупатори!“ и арест на извършителите
На 7 септември 2014 г. през нощта четирима души, сред които и кандидат-депутатката от Реформаторския блок Марта Георгиева, са арестувани от органите на МВР, след като написали „Окупатори!“ върху паметника.

### 2023: Разбиване на паното с надписа
През нощта на 22 срещу 23 февруари 2023 е откъртена част от паното с надписа, състоящо се от каменни плочи. Извършителят е направил доброволно самопризнание за своето действие в израз на протест срещу войната, започната от Владимир Путин една година по-рано, и е задържан. Пред медиите той казва, че е бил провокиран от надписа „от признателния българския народ“, заявявайки: 
| „ | Ако там пишеше, че е посветен на Съветската армия от признателната БКП, нямаше да имам нищо против, но да се злоупотребява с целия народ - не е коректно. | “ |

На 18 август малко преди полунощ привърженици на футболен клуб Левски атакуват паметника, на който е надраскан със спрей надпис настояващ за издигане на български паметник на това място. Отново е счупена и плочата, която благодари на Съветската армия за освобождаването на България. Според кадри, разпространени във Фейсбук, атакуващите са млади мъже, които хвърлят димки и носят плакат с надпис „Демонтаж“. От МВР задържат четирима души. По случая е образувано досъдебно производство.

## Решения за премахване/преместване на паметника
През 1993 г. Столичният общински съвет, доминиран от групата на СДС, взема решение за премахване на паметника. В този момент обаче опитите за реализиране на решението не получават силна обществена подкрепа и търпят неуспех.
На 9 март 2023 година Столичният общински съвет гласува за преместването на паметника в Музея на социалистическото изкуство, а на кмета Йорданка Фандъкова е възложено да поиска от областния управител да се заеме с процедурата. На 3 август областният управител на София изисква от столичния кмет наличните документи за изграждането на монумента. Същият изпраща и запитване до директора на Националната художествена галерия, дали скулптурите и барелефите от паметника могат да бъдат приети в Музея за изкуството от периода на социализма. По същото време левичарски и русофилски партии и организации организират палатков лагер за денонощна охрана на паметника.
На 11 август 2023 г. Областната администрация на София-град съобщава, че не може да се ангажира с конкретен срок в рамките годината за финализиране на проекта и паметникът няма да бъде преместен тази година.

## Обществени нагласи
Между 30 септември и 3 октомври 2023 г. е проведено социологическо проучване в София, в което един от въпросите е относно съдбата на паметника. Проучването сред 1003 пълнолетни граждани на София дава следните резултати: 30,7 % от анкетираните настояват паметникът да си остане на мястото, 27,8 % са съгласни той да се премести в музей, 22 % одобряват идеята той да бъде разрушен, а останалите 19,5 % от запитаните нямат категорично мнение по въпроса. Според социолога Юлий Павлов, тези общо 49,8 %, „които искат паметникът да бъде преместен или разрушен, е по-добре да бъдат удовлетворени и компромисното решение е да бъде преместен“, а последните 19,5≈20 % без категорично мнение по въпроса „може би имат основание да смятат, че София има и по-важни проблеми“.

## Демонтаж и реакции
На 12 декември 2023 г. започва демонтажът на паметника. Твърди се, че „след реставрацията на фигурите те бъдат изложени на подходящо място – в Музея на социалистическото изкуство“. От музея обаче заявяват, както и по-рано, че нямат място за фигурите на паметника при тях. От Столичната община и район „Средец“, на чиято територия се намира монумента, отказват да коментират случая и запазват мълчание.
Демонтажът на паметника предизвиква острата реакция на Москва, както и на левите политически партии и движения и русофилските организации в България. Той е определен от тях като реставрация на фашизма в България. В хода на процедурата по демонтажа на паметника, тя е обжалвана в съда като незаконосъобразна. На 14 декември 2023 г. Министерството на културата издава заповед за спиране демонтажа на паметника поради липсата на съгласуване с министъра, който отговаря за паметниците на културата, която не е изпълнена. Инспекторатът за опазване на културното наследство към Министерството на културата посочва, че Паметникът на Съветската армия попада в списъка с недвижимо историческо културно наследство. От проведено на 15 декември заседание на Специализирания експертен съвет към Министерството на културата обаче става ясно, че дейностите по реставрация паметника не подлежат на съгласуване с министерството. На 08.04.2024 Върховният административен съд отхвъря иска на Мая Манолова, Георги Кадиев и пр. за спиране на демонтажа. Касационният състав на ВАС приема, че разпореждането на първоинстанционния съд е недопустимо, тъй като сдружението и физическите лица нямат правен интерес от обжалването и затова няма как да им е причинена вреда. На другия ден областният управител на София-столична, Вяра Тодева иска 2,6 милиона, за да бъде реставриран паметника и да бъде преместен в Музея на социалистическото изкуство.